# Rollag stavkirke
Rollag stavkirke er en étskibet stavkirke (midtmastkirke) som ligger i Rollag i Rollag kommune i Viken. Kirken er sandsynligvis opført i sidste halvdel af 1200-tallet, men kun ganske lidt af denne kirke er i dag bevaret. Den ældste skriftlige reference til kirken er fra 1425.
Kirken og området rundt er Rollags tusenårssted.
Adgang til stedet er via Fv107 og Rv40.

## Historie
Oprindelig har kirken været en enkel langkirke med et rektangulært skib, og med et smalt kor. Dette kor blev erstattet i 1670 med et større kor af laftet tømmer. I 1698 blev der opførte korsarme af stavværk på hver side af skibet. I 1760 blev en ekstra beklædningsvæg af lafter lagt på toppen af stavkonstruktionen og skibet blev udvidet mod vest. En barok prædikestol blev tilføjet i 1763.
I 1932 blev kirken renoveret.

## Interiør
Rollag stavkirke er en af de rigeste dekorerede stavkirker med en blanding af dekorationer fra flere perioder fra tidlig middelalder helt op til de senere år som afspejler skiftende retninger og behov.
Et middelalderkrucifiks og to minnetavler eller epitafier fra 1600-tallet er blev taget ud af kirken for at blive konserveret. Epitafiet som hang i korskillet dækket øvre del af den middelalderlige del af skibet mod øst. Da dette blev synlig blev der fundet malingrester, som sandsynligvis fra middelalderen. På bagsiden af epitafiet var det også et maleri som var ukendt.

## Galleri
- Tag og tårn
- Rollag stavkirke
- Rollag stavkirke
- Dør ind til kirke